# Partícula subatòmica

Esquema d'un àtom d'heli, format per dos protons (vermell), dos neutrons (verd) i dos electrons (groc)

En física, una partícula subatòmica és una partícula de mida més petita que un àtom. Poden ser partícules elementals, com les que descriu el model estàndard de partícules, o compostes, formades per un cert nombre de partícules elementals, com el protó, el neutró i d'altres hadrons. La física de partícules i la física nuclear estudien aquestes partícules i com interactuen.
Alguns experiments mostren com la llum podria comportar-se com un feix de partícules (anomenades fotons) així com alhora exhibeixen propietats d'ona. Això va donar lloc al concepte de dualitat ona-partícula per reflectir com les partícules d'escala quàntica es comporten com partícules i ones; en anglès de vegades reben el nom de wavicles (onícules en català).
Un altre concepte, el del principi d'incertesa, afirma que algunes de les propietats de les partícules subatòmiques preses conjuntament, com ara la seva posició i moment, no es poden mesurar conjuntament. S'ha demostrat que la dualitat ona-partícula aplica no només a fotons sinó també a partícules molt més massives.

## Història
La idea de partícula subatòmica va estretament lligada al concepte històric d'àtom. El concepte d'àtom com a element indivisible es va originar a l'antiguitat clàssica, vers el segle v aC, segons els filòsofs Leucip i Demòcrit, tota la matèria era d'àtoms i espai buit.
La idea dels àtoms va ser utilitzada als inicis de la ciència moderna a les teories quantitatives de la matèria. Newton (1642 - 1727) va explicar l'expansió dels gasos a partir del flux dels seus àtoms a l'espai buit. Ja durant el segle xix, John Dalton (1766 - 1844) va explicar les proporcions fixes dels elements que formen part dels compostos sobre la base del pes relatiu dels àtoms dels elements. I Boltzmann (1844 – 1906) va explicar fenòmens com la calor a partir deels àtoms.
Però la idea que la matèria està formada per àtoms no va ser acceptada de manera general per la comunitat científica fins a les primeres dècades del segle xx, quan es va descobrir que l'àtom no era indivisible, sinó que era format per un nucli i electrons.
Durant la dècada del 1890, el físic anglès Joseph John Thomson (1856 - 1940) va dur a terme una sèrie d'experiments que el 1897 van produir proves molt sòlides en suport de que els raigs catòdics eren partícules carregades negativament.
L'any 1899, Ernest Rutherford (1871 - 1937) va identificar la radiació emesa durant la desintegració radioactiva del radi, com a partícules amb càrrega positiva, que van rebre el nom de partícula α, un nucli atòmic format per protons i dos neutrons.
L'any 1905, Albert Einstein (1879 - 1955) va proposar que la llum estava quantitzada en paquets discrets, que ara coneixem com a fotons, per tal de donar una explicació satisfactòria a l'efecte fotoelèctric. Tanmateix no va tenir massa acceptació, ni el mateix Max Planck (1858 – 1947), que havia introduït el concepte de Quàntum l'any 1900 ho va considerar seriosament. Einstein seria guardonat amb el Premi Nobel de Física de 2021 per aquesta aportació. El fotó seria confirmat experimentalment entre el 1914 i el 1916 pel físic Robert Andrews Millikan (1868 -1953). El nom de fotó seria proposat el 1926 pel físic estatunidenc Gilbert Newton Lewis.
L'any 1919, Ernest Rutherford va observar la transmutació del nitrogen, en bombardejar-lo amb partícules alfa s'alliberava una partícula que va ser reconeguda com un nucli d'hidrogen (¹⁴N + α → 17O + p). Dos anys més tard va proposar que es tractava d'una partícula fonamental i la va anomenar protó.
L'any 1931, el físic anglès James Chadwick (1891 - 1974) va descobrir el neutró, l'any 1935 seria guardonat amb el Premi Nobel de Física pel seu descobriment.
L'any 1932, Carl Anderson (1905 – 1991) va publicar el descobriment del que avui coneixem com a positró, en reconeixement rebria el Premi Nobel de Física de 1936. L'any 1928 el físic britànic Paul Dirac (1902 – 1984) havia proposat una equació que combinava la mecànica quàntica i la relativitat especial per a descriure l'electró, i les seves solucions implicaven l'existència d'una partícula idèntica a l'electró però de càrrega positiva.
L'any 1947 es confirma que la partícula detectada als raigs còsmics el 1937 per Carl David Anderson, que es pensava que devia ser la partícula proposada pel físic japonès Hideki Yukawa (1907 - 1981) no tenia relació amb la interacció forta sinó que era similar a l'electró però més massiva. Era la primera partícula de segona generació que es trobava, el muó. El mateix any 1947, el físic anglès Cecil Frank Powell (1903 - 1969), el brasiler César Lattes (1924 – 2005)), l'italià Giuseppe Occhialini (1907 – 1993) i el britànic Hugh Muirhead (1925 – 2007) van trobar la partícula predita per Yukawa, el pió.
L'any 1943 el físic francès Louis Leprince-Ringuet (1901 - 2000) i Michel l’Héritier van observar a la radiació còsmica una partícula amb una massa d'uns 506 MeV, aviat altres laboratoris van observar partícules similars, però van detectar comportaments de desintegració dispars, algunes es desintegraven aparentment en pions, d'altres eren neutres i es desintegraven en dues partícules carregades, d'altres tenien càrrega i es desintegraven en una partícula carregada i d'altre de neutres, i encara hi havia d'altres que es desintegraven en tres partícules carregades. El 1947, George Rochester (1908 – 2001) i Clifford Charles Butler (1922 – 1999) van demostrar que aquestes partícules sempre es produïen en parells. Aquestes partícules són conegudes avui com a kaons i són hadrons, participen en la intereacció forta. El comportament dels kaons no va ser explicat fins al 1953, aquest any, de manera independent, el físic japonès Kazuhiko Nishijima (1926 – 2009) i l'estatunidenc Murray Gell-Mann (1929 – 2019) van introduir el nombre quàntic S, que permet descriure la desintegració d'una partícula per les interaccions forta i electromagnètica.

## Classificació de les partícules subatòmiques
Les partícules subatòmiques es poden classificar atenent a diferents criteris.

### Segons la seva composició
Segons si les partícules subatòmiques són simples o formades per un acoblament de dues o més partícules més petites es classifiquen com a elementals o compostes.

#### Partícules elementals

Classificació de les partícules elementals segons el model estàndard.

En el model estàndard les partícules elementals són:
- Els sis tipus de quarks: quark u, quark d, quark s, quark c, quark b i quark t
- Els sis tipus de leptons: electró, muó, tauó, neutrí electrònic, neutrí muònic, neutrí tauònic
- Els dotze bosons de gauge: el fotó, els tres bosons W i Z, intermediaris de la força nuclear feble, i els vuit gluons, intermediaris de la força nuclear forta
- Els bosons escalars: fins al moment només es coneix el bosó de Higgs

Totes aquestes partícules han estat identificades experimentalment, les més recents a ser confirmades han estat el quark t (1995), el neutrí tauònic (2000) i el bosó de Higgs (2012).
Hi ha algunes extensions del Model Estàndard que prediuen l'existència d'una partícula elemental que permetria quantitzar la força gravitatòria, el gravitó, i moltes altres partícules elementals, però cap d'elles ha estat descoberta fins al moment (2021).

#### Partícules compostes
Pràcticament totes les partícules compostes contenen diversos quarks i antiquarks units per gluons, amb algunes excepcions com ara el positroni i el muoni.
Les partícules formades per 5 o menys quarks reben el nom d'hadrons. A causa de la propietat anomenada confinament de color, els quarks no es troben mai isolats sinó agrupats com a components dels hadrons. Els hadrons es classifiquen d'acord amb el nombre de quarks, incloent-hi els antiquarks, en:
- barions, que contenen un nombre imparell de quarks (gairebé sempre 3), com ara els protons i els neutrons, que són els més coneguts i que també reben el nom de nucleons perquè són les partícules que formen els nuclis atòmics. Els protons són compostos per dos quarks u i un quarks d, en canvi, els neutrons són compostos per dos quarks d i un quark u.
- mesons, amb un nombre parell de quarks, gairebé sempre 2, un quark i un antiquark. En són exemples els pions i els kaons.

Llevat del protó i el neutró, els hadrons són inestables i es desintegren en altres partícules en microsegons o menys temps, tanmateix hi ha algunes que aconsegueixen formar hipernuclis .

### Segons la seva distribució estadística

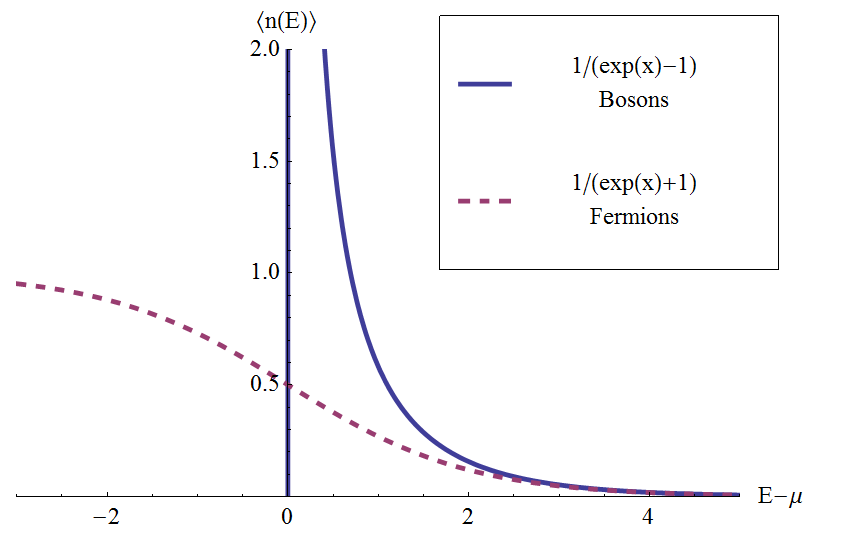
Gràfica que mostra la distribució de les estadístiques de Bose-Einstein, per als bosons (corba superior), i Fermi-Dirac, per als fermions (corba inferior).

El teorema d'estadística de l'espín estableix una relació directa entre l'espín d'un tipus de partícula amb l'estadística de partícules que obeeix, les que tenen espín semienter només es poden quantitzar segons l'estadística de Fermi-Dirac, mentre que les que tenen espín sencer segueixen l'estadística de Bose-Einstein.

#### Estadística de Fermi-Dirac
Si un determinat estat quàntic només pot ser ocupar per una única partícula, la partícula seguirà l'estadística de Fermi-Dirac, llavors les partícules reben el nom de fermions. Entre els fermions trobem partícules elementals com els leptons i els quarks, i sistemes lligats com els barions o nuclis atòmics.

#### Estadística de Bose–Einstein
Si un determinat estat quàntic pot ser ocupar per qualsevol nombre de partícules, les partícules seguiran l'estadística de Bose-Einstein i reben el nom de bosons. Aquest tipus de partícules són les transmissores de les forces fonamentals, entre elles trobem els bosons de gauge, com els fotonsi els gluons i bosons escalars com el bosó de Higgs.
Algunes extensions de la teoria del Model Estàndard prediuen altres bosons, com el gravitó amb espín 2, i d'altres, com ara la supersimetria, prediuen l'existència d'altres partícules elementals amb espín 3/2, tanmateix, no se n'ha descobert cap encara (2021).

### Segons la massa
En relativitat especial l'energia d'una partícula en repòs és igual a la seua massa multiplicada pel quadrat de la velocitat de la llum, E = mc². És a dir, la massa es pot expressar en funció de l'energia i viceversa. Si una partícula es troba en repòs en algun sistema de referència, aleshores té massa en repòs positiva i diem que és massiva.
Totes les partícules compostes són massives. Els barions tendeixen a tenir massa més gran que els mesons, que, al seu torn, tendeixen a tenir més massa que els leptons; nogensmenys, el leptó més massiu (el leptó tau) té més massa que els dos barions més lleugers. D'altra banda, totes les partícules amb càrrega elèctrica són massives.
Totes les partícules sense massa són elementals. S'hi inclouen el fotó i el gluó, malgrat que aquest no pot estar isolat.